# Eissel (Verden)
Eissel gehört zum Stadtteil Dauelsen der Stadt Verden (Aller) im niedersächsischen Landkreis Verden. Der Ort mit rund 300 Einwohnern liegt westlich von Dauelsen an der Kreisstraße K 27. Am östlichen Ortsrand erstreckt sich der Eisseler See, südlich fließt die Aller, die in die westlich fließende Weser mündet.

## Geschichte
Die erste urkundliche Erwähnung der Ortschaft Eissel fand 1117 statt. Anlässlich der 900-jährigen Wiederkehr dieses Ereignisses wurde im Jahr 2017 ein Gedenkstein errichtet.

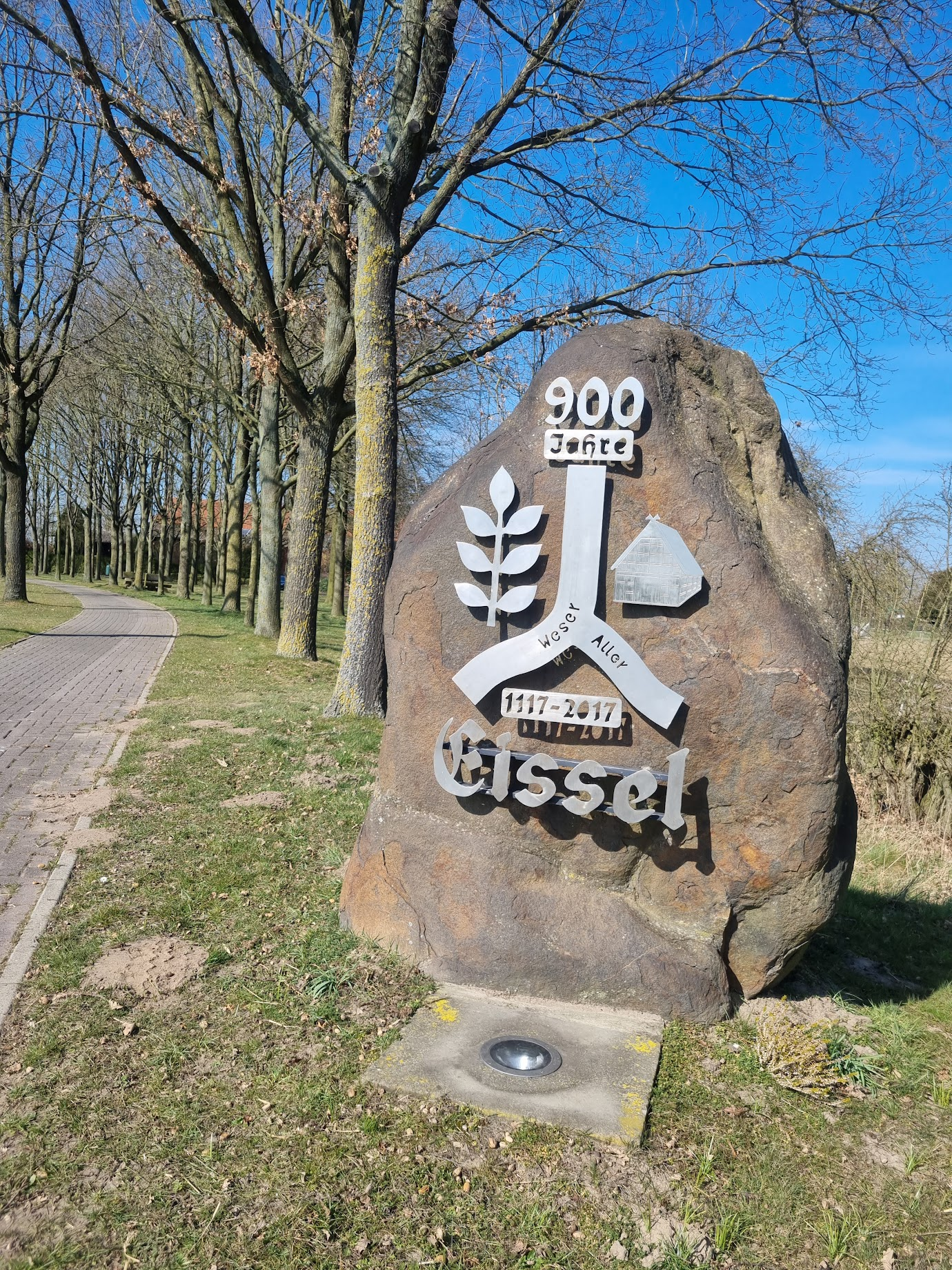
Gedenkstein in Eissel anlässlich der ersten urkundlichen Erwähnung der Ortschaft im Jahr 1117.

Zum Jahresende 2023 wurde das Dorf infolge des Weihnachtshochwassers 2023/2024 zum wiederholten mal zu einer Insel. Es wurde ein Fährbetrieb aufgenommen, der durch die Freiwillige Feuerwehr in Eissel organisiert wird. Das Hochwasser 2023/2024 dauerte ungewöhnlich lang an.